# Андске државе
Андске државе су државе у Јужној Америци које делом или у целости граниче са планинским ланцем Анда. Анди заузимају западни део Јужне Америке и повезују следеће земље:
Северне - граниче са Карипским морем. Ова регија је полутропска и полупланинска.
- Колумбија
- Венецуела

Западне - граниче са Тихим океаном
- Еквадор
- Перу

Средишње - унутрашњост
- Боливија

Јужне
- Аргентина
- Чиле

Остале регије у Јужној Америци укључују Гвајанска висораван, Јужну купу и Источну Јужну Америку.
Назив "андске државе“ наглашава планинска обележја тих земаља. Аргентинске пампе, на пример, нису део андске регије, док западна Аргентина чини део андске регије па са својим андским суседима дели културни континуитет. Венецуела, Боливија, Перу, Еквадор и Боливија део су Андске заједнице (трговачка група), а свака обухвата амазонску кишну шуму и амазонска племена једнако као андске планине.